# 过硫酸钠
过硫酸钠是一种无机化合物，化学式为Na2S2O8。它是过二硫酸的钠盐，是一种强氧化剂。它几乎不潮解，可以长时间储存。

## 制备
过硫酸钠可以通过硫酸氢钠的电解氧化制得：
2 NaHSO4   →    Na2S2O8  +  H2
氧化在铂阳极发生。2005年，大约有165,000吨的过硫酸钠被这样制成。
过硫酸钠的标准氧化还原电位为2.1 V，高于过氧化氢（1.8 V），低于臭氧（2.2 V）。原位生成的硫酸根自由基（sulfate radical）的标准电极电势为2.7 V。

## 拓展阅读
- 蒋慧灵, 臧娜, 钱新明,等. 过硫酸钠和过硫酸钾的热稳定性分析 （页面存档备份，存于）[J]. 化工学报, 2006, 57(12):2798-2800.